# Bisaltes fuscodiscalis
Bisaltes fuscodiscalis är en skalbaggsart som beskrevs av Stefan von Breuning 1943. Bisaltes fuscodiscalis ingår i släktet Bisaltes och familjen långhorningar. Inga underarter finns listade.